# بيليفردين
بيليفردين هو خضاب رباعي البيرول أخضر اللون يوجد في الصفراء؛ وهو ناتج لتقويض الهيم.
يعد البيليفيردين مسؤولاً عن اللون الأخضر التي تشاهد أحياناً في الرضوض. تشتق تسمية المركب من اللاتينية حيث المقطع bilis بمعنى الصفراء، وviridis بمعنى أخضر.

## الاستقلاب

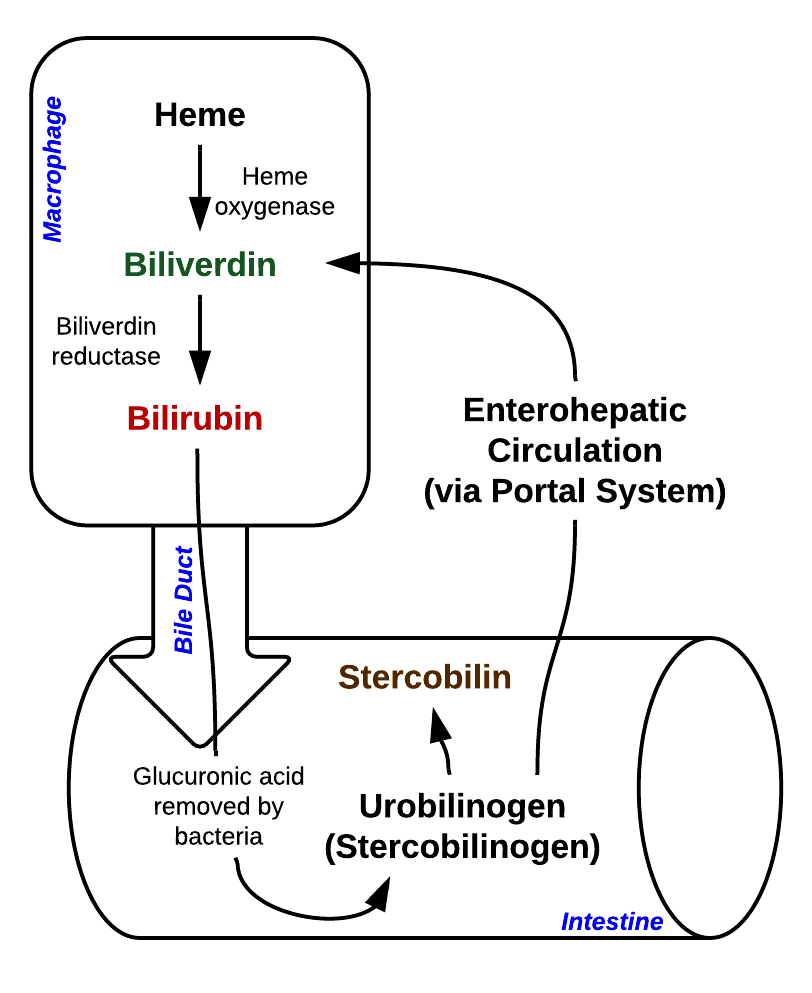
استقلاب الهيم

ينتج البيليفردين من تقويض وحدة الهيم في الهيموغلوبين في كريات الدم الحمراء. تقوم البلاعم بتقويض الكريات الحمراء الهرمة إلى بيليفردين بالإضافة إلى الهيموسيديرين؛ لكن البيليفردين يختزل بسرعة من أثر الإنزيم بيلفريدين ريدوكتاز إلى بيليروبين.